# Librairie nouvelle d'Orléans
La Librairie nouvelle d'Orléans est une librairie française située à Orléans, dans le département du Loiret en région Centre-Val de Loire.
La librairie a successivement appartenu aux familles Rouzeau, Gatineau, Fortin, Pellegrin et Loddé, puis a été intégrée à Chapitre, une filiale du groupe français Actissia.
Elle appartient depuis 2014 aux Éditions Albin Michel.

## Géographie
La Librairie nouvelle d'Orléans est située dans le centre-ville d'Orléans, au no 2 de la place de la République.

## Histoire

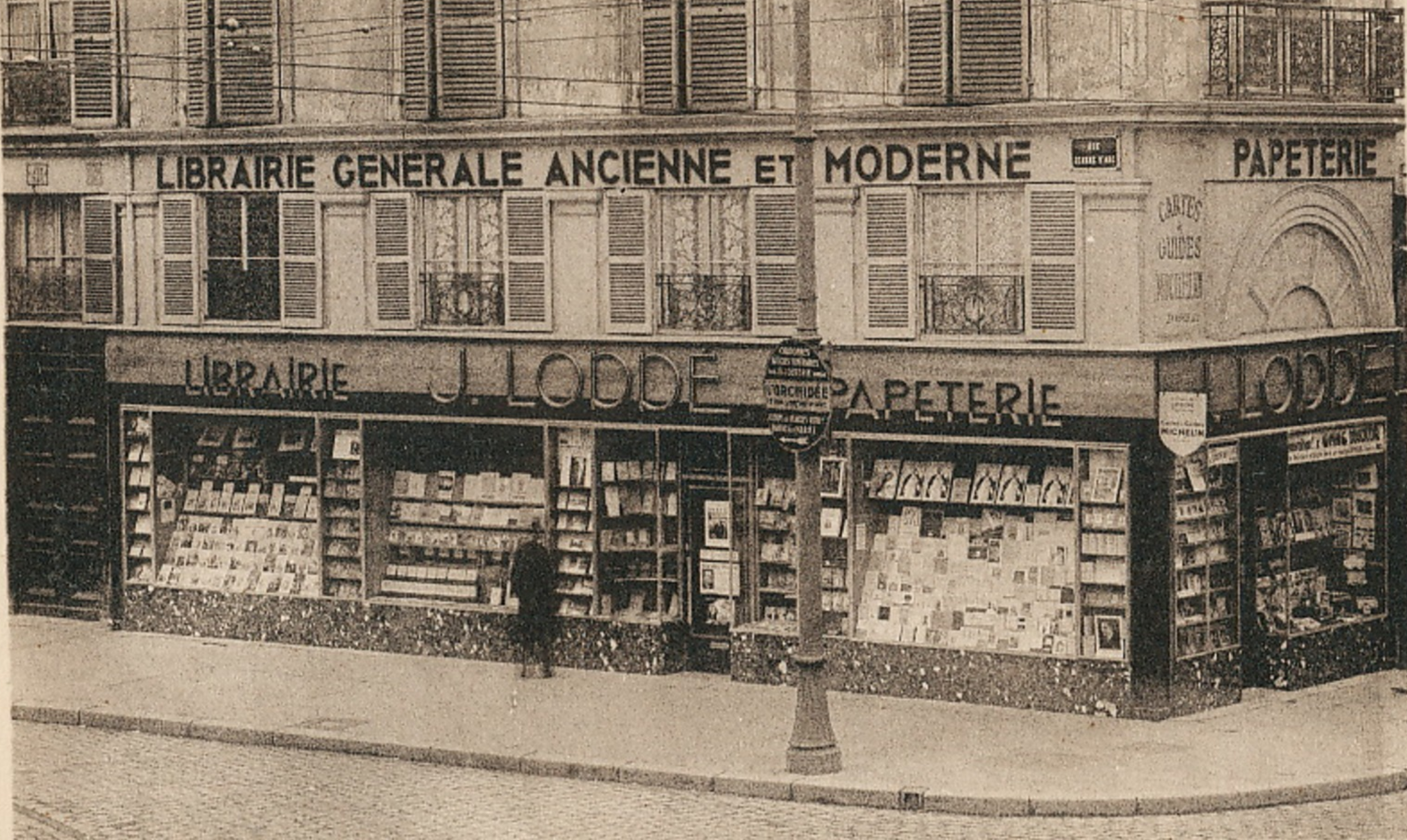
La librairie Loddé, à l'angle des rues Jeanne-d'Arc et Royale, sur une carte postale ancienne.

La librairie est fondée sous le règne du roi de France François Ier en 1545 par Étienne Rouzeau sous le nom de A l'aigle impérial. Elle est alors située rue de l'Escrivennerie (appelée plus tard « rue de l'Écrivinerie », actuellement rue Pothier).
La librairie reste dans la famille Rouzeau jusqu'en 1830, année à laquelle elle est cédée à madame Gatineau. En 1881, elle est vendue à Charles Fortin puis en 1890 à Maurice Pellegrin.
En 1902, la librairie est reprise par la famille Loddé (les Loddé étaient libraires depuis le début du XVIe siècle ou la fin du XVe siècle). La boutique est alors située à l'angle des rues Royale et Jeanne-d'Arc.
La librairie Privat-Loddé est rachetée en 2012 à Chapitre, une filiale du groupe français Actissia.
Les librairies du réseau Chapitre, dont le site d'Orléans, sont placées en liquidation judiciaire en 2013.
Les Éditions Albin Michel reprennent la librairie en 2014.